# Вингидика, Жозе Пьер
Жозе Пьер Вингидика (порт. José Pierre Vunguidica; 3 января 1990 года, Луанде) — ангольский футболист, нападающий клуба «Унтерхахинг», играющий на правах аренды за «Рот-Вайсс Кобленц». Выступал в национальной сборной Анголы.

## Карьера

### Клубная
В 2005 году Вингидика в возрасте 15 лет присоединился к молодёжной команде немецкого «Кёльна». С 2007 по 2009 годы он играл в чемпионате Германии для игроков не старше 19 лет. С 2009 года начал привлекаться к играм клуба «Кёльн-2», который выступает в Региональной лиге «Запад». В сезоне 2010/11 ангольский нападающий дебютировал в немецкой Бундеслиге: он вышел на замену на 65-й минуте домашнего матча с «Боруссией» из Мёнхенгладбаха..
25 января 2011 года футболист был арендован до конца сезона клубом «Киккерс» из Третьей лиги Германии. В новой команде Вингидика использовался в качестве игрока основного состава, и в итоге он провёл 16 матчей, забив 2 гола. В июне 2011 года игрок отправился в аренду в другой клуб — «Пройссен», также представляющий третий по силе дивизион страны.
В июле 2012 года присоединился на правах свободного агента к клубу «Веен».  В сезоне 2015/16 Вингидика перешёл в клуб Второй Бундеслиги «Зандхаузен». В сезоне 2018/19 стал игроком «Саарбрюккена».

### Международная
Вингидика дебютировал в сборной Анголы в 2009 году. В основном он выходит на поле во втором тайме в качестве игрока замены (по данным на 22 января 2012 года, из 11 сыгранных встреч только в одной он оказался в стартовом составе). В январе 2012 года футболист был вызван для участия в Кубке африканских наций 2012.